# Sumbiarsteinur
Sumbiarsteinur är en klippa i Färöarna (Kungariket Danmark).   Den ligger i sýslan Suðuroyar sýsla, i den södra delen av landet, 70 km söder om huvudstaden Tórshavn.
Sumbiarsteinur är Färöarnas sydligaste punkt.
Närmaste större samhälle är Vágur, 17 km norr om Sumbiarsteinur. 